# Zalaszentjakab
Zalaszentjakab là một thị trấn thuộc hạt Zala, Hungary. Thị trấn này có diện tích 7,01 km², dân số năm 2010 là 372 người, mật độ 53 người/km².